# Chiến dịch Niagara
Chiến dịch Niagara là chiến dịch không kích yểm trợ của Tập đoàn không quân số 7 Hoa Kỳ diễn ra từ tháng 1 - tháng 3 năm 1968 trong Chiến tranh Việt Nam. Mục đích chiến dịch này là tạo ra một lá chắn bằng hỏa lực đường không để phòng thủ cho căn cứ Thủy quân Lục chiến Hoa Kỳ ở Khe Sanh, phía tây tỉnh Quảng Trị, Việt Nam Cộng hòa. Căn cứ khi đó đang bị vây hãm bởi một lực lượng cỡ ba sư đoàn của Quân Giải phóng miền Nam Việt Nam.